# 명아주아과
명아주아과(---亞科, 학명: Chenopodioideae 케노포디오이데아이[*])는 비름과의 아과이다. 예전에는 퉁퉁마디아과와 수송나물아과의 식물을 포함해 독립된 명아주과(Chenopodiaceae)로 분류했었다.
전 세계에 널리 분포하고 있는데, 건조지나 해안지대에서 잘 자란다. 세계적으로 약 100속의 1,500종 정도가 알려져 있으며, 한국에는 명아주·좀명아주·퉁퉁마디·나문재·나도댑싸리·장다리나물·호모초 등의 7속 15종이 분포하고 있다. 질소나 염분을 좋아하는 초본이며 드물게는 목본이 되는 것도 있다.
잎은 어긋나게 달리며, 그 모양은 단순한데 종종 살이 많은 막대 모양이 되거나 비늘조각 모양으로 퇴화된 것도 있으며 턱잎은 없다. 꽃은 양성화 또는 단성화로 녹색을 띠고 있다. 이들은 대부분 작으며, 공 모양이나 기산꽃차례를 이루면서 빽빽이 모여 피는데, 대부분 이들은 다시 총상이나 원뿔 모양으로 모여 있다. 꽃덮이조각은 2-5개로, 보통 열매가 달릴 때까지 남아 있다. 수술은 꽃덮이조각과 수가 같으며 그것과 마주난다. 씨방은 일반적으로 상위이고, 2∼3개의 심피로 이루어진 1개의 방을 가지며, 그 안에는 1개의 밑씨가 있다. 열매는 남아 있던 꽃덮이에 싸이며, 보통 표피가 얇고 벌어지지 않는다. 씨 속의 배는 활 모양으로 휘어 있거나, 또는 나선 모양을 하고 있다.

## 하위 분류
| 나도댑싸리족(Axyrideae (Heklau) G.Kadereit & Sukhor.) - 나도댑싸리속(Axyris L. - Ceratocarpus L. - Krascheninnikovia Gueldenst. | 명아주족(Chenopodieae Dumort.) - 갯는쟁이속(Atriplex L.) - 명아주속(Chenopodium L.) - 얇은명아주속(Chenopodiastrum S.Fuentes, Uotila & Borsch) - 취명아주속(Oxybasis Kar. & Kir.) - Archiatriplex G.L.Chu - Baolia H.W.Kung & G.L.Chu - Exomis Fenzl ex Moq. - Extriplex E.H.Zacharias - Grayia Hook. & Arn. - Holmbergia Hicken - Lipandra Moq. - × Lipastrum Mosyakin - Manochlamys Aellen - Microgynoecium Hook.f. - Micromonolepis Ulbr. - Proatriplex (W.A.Weber) Stutz & G.L.Chu - Stutzia E.H.Zacharias | 안세리나족(Anserineae Dumort.) - 시금치속(Spinacia L.) - Blitum L. | 양명아주족(Dysphanieae Pax) - 바늘명아주속(Teloxys Moq.) - 양명아주속(Dysphania R.Br.) - Cycloloma Moq. - Neomonolepis Sukhor. - Suckleya A.Gray |